# Ligne ferroviaire régionale du Latium FL1
La ligne FL1 (FR1 jusqu'en 2012) est le nom d'une ligne du service ferroviaire régional du Latium, intégré au Service ferroviaire suburbain de Rome.

## Histoire
Les premiers services FL1 entre Monterotondo-Mentana et Fiumicino Aéroport ont été mis en service en 1994, entraînant une fréquence accrue des services sur les lignes passant par Rome.
L'itinéraire comprenait également des trains horaires entre Orte et Monterotondo-Mentana.
Jusqu'en 2000, l'itinéraire FL1 était divisé en deux tronçons près de Fiumicino: un train sur quatre bifurquait vers "Fiumicino Città", tandis que les services restants se dirigeaient vers Fiumicino-Aéroport.
Lors de l'introduction du nouvel horaire en 2000, la gare "Fiumicino Città" a été officiellement fermée.
Le 7 décembre 2006, la nouvelle gare Fiera di Roma a été ouverte au public et incluse dans le parcours FL1.

## Gares
| Gare                           | Commune           | Ouverture | Correspondance | Note                                             | Zone de tarification, |
| ------------------------------ | ----------------- | --------- | -------------- | ------------------------------------------------ | --------------------- |
| Orte                           | Orte              | 1865      | COTRAL         | Billetterie · Bar                                | D                     |
| Gallese in Teverina            | Gallese           |           |                |                                                  | D                     |
| Civita Castellana-Magliano     | Civita Castellana | 1865      | COTRAL         | Bar                                              | C                     |
| Collevecchio-Poggio Sommavilla | Collevecchio      |           |                |                                                  | C                     |
| Stimigliano                    | Stimigliano       | 1864      |                | Billetterie · Bar                                | C                     |
| Gavignano Sabino               | Forano            | 1864      |                | Billetterie · Bar                                | C                     |
| Poggio Mirteto                 | Poggio Mirteto    |           | COTRAL         | Ascenseur · Bar                                  | C                     |
| Fara Sabina-Montelibretti      | Fara in Sabina    | 1864      | COTRAL         | Billetterie · Bar                                | B                     |
| Piana Bella di Montelibretti   | Montelibretti     | 1981      | COTRAL         |                                                  | B                     |
| Monterotondo-Mentana           | Monterotondo      | 1864      | COTRAL         | Billetterie · Bar                                | B                     |
| Settebagni                     | Rome              |           | ATAC COTRAL    |                                                  | A                     |
| Fidene                         | Rome              | 1995      | ATAC           |                                                  | A                     |
| Nuovo Salario                  | Rome              | 1981      | ATAC           | Bar                                              | A                     |
| Val d'Ala                      | Rome              | 2009      | ATAC           |                                                  | A                     |
| Rome Nomentana                 | Rome              | 1983      | ATAC           |                                                  | A                     |
| Rome Tiburtina                 | Rome              |           | ATAC COTRAL    | Billetterie · Escalator · Ascenseur · Bar · Taxi | A                     |
| Rome Tuscolana                 | Rome              | 1890      | (MA) · (S5)    | Billetterie · Ascenseur · Bar                    | A                     |
| Rome Ostiense                  | Rome              | 1940      | ATAC           | Billetterie · Escolator · Ascenseur · Bar · Taxi | A                     |
| Rome Trastevere                | Roma              | 1911      | ATAC           | Billetterie · Ascenseur · Bar · Taxi             | A                     |
| Villa Bonelli                  | Rome              | 1996      | ATAC           |                                                  | A                     |
| Magliana                       | Rome              |           | ATAC           |                                                  | A                     |
| Muratella                      | Rome              | 1988      | ATAC           |                                                  | A                     |
| Ponte Galeria                  | Rome              |           | ATAC           |                                                  | A                     |
| Fiera di Roma                  | Rome              | 2006      | ATAC           |                                                  | A                     |
| Parco Leonardo                 | Fiumicino         | 2005      | ATAC           | Billetterie                                      | B                     |
| Fiumicino Aeroporto            | Fiumicino         | 1990      | COTRAL         | Billeterie · Escalator · Ascenseur               | B                     |